# ميرل ساندي
ميرل ساندي (2 سبتمبر 1939 - 4 نوفمبر 2007) هو خبير أمريكيً رائدً في الأمراض المعدية، أدى إدراكه المبكر لأزمة الصحة العامة التي تلوح في الأفق التي يسببها الإيدز إلى تطوير بروتوكولات أساسية لكيفية التعامل مع المرضى المصابين. تخرج من جامعة ولاية واشنطن وحصل على درجة الماجستير في الطب من جامعة واشنطن، كلية الطب في سياتل.

## السيرة الشخصية
كان ساندي أستاذًا في الطب الباطني من عام 1971 إلى عام 1980 في جامعة فيرجينيا، حيث أجرى بحثًا على الفئران حول علاجات التهاب السحايا الجرثومي مثل المضادات الحيوية الجديدة والكورتيكوستيرويدات. كان الدكتور ساندي رئيس الخدمات الطبية في مستشفى سان فرانسيسكو العام في عام 1981 عندما تعرف على نمط من الرجال المثليين، والذين يتم إدخالهم إلى القسم، بالتهاب رئوي نادر. أسفرت جهوده نيابة عن هؤلاء المرضى عن تشكيل جناح الإيدز في مستشفى سان فرانسيسكو العام وبعد ذلك عيادة خارجية لمرضى الإيدز. بالتعاون مع خبراء مثل Paul Volberding و Julie Gerberding مما ساعد في صياغة ما أصبح يُعرف باسم نموذج سان فرانسيسكو لعلاج الإيدز، وهو نهج شامل وعقلاني لرعاية الذين تجنبوا الخوف والبارانويا المحيطين بالمرض في ذلك الوقت. تناول النموذج الحاجة إلى مبادئ توجيهية لمكافحة العدوى، ودراسات سريرية وتمويل البحوث وأصبح نموذجًا لمراكز الإيدز على الصعيد الوطني. ساعد ساندي في تأسيس معهد جلادستون لعلم الفيروسات والمناعة، الذي أجرى تجارب على بعض الأدوية المضادة للفيروسات الرجعية مثل زيدوفودين. كما ساعد في تأسيس معهد الأمراض المعدية في كلية العلوم الصحية بجامعة ماكيريري في كمبالا أوغندا، وهو مركز رئيسي للتعليم والبحث في مجال فيروس نقص المناعة البشرية في إفريقيا. كان ساندي أستاذًا للطب في جامعة كاليفورنيا، سان فرانسيسكو من 1980 إلى 1996، ورئيس قسم الطب الباطني في جامعة يوتا من 1996 إلى 2005 وأستاذ الطب في جامعة واشنطن من 2005 حتى وفاته. كان رئيساً لقسم العدوى في جمعية الأمراض الأمريكية من 1993 إلى 1994. كان أيضًا محررًا لمرجعين طبيين مرموقين «الإدارة الطبية للإيدز». و «دليل سانفورد للعلاج بمضادات الميكروبات». كما قدم أيضًا التحديث السنوي الذي يحظى بشعبية كبيرة وحضورًا جيدًا في مجال الأمراض المعدية في الاجتماع السنوي للكلية الأمريكية للأطباء بالإضافة إلى عروض الحالات السريرية في الاجتماع السنوي لجمعية الأمراض المعدية الأمريكية. توفي ساندي من مضاعفات المايلوما المتعددة في عام 2007.